# 新千里北町
新千里北町（しんせんりきたまち）は、大阪府豊中市の千里ニュータウン中央地区にある住区（I住区）。現行行政地名は新千里北町一丁目から新千里北町三丁目。住居表示は実施済み。

## 地理
新千里北町は豊中市で最も標高の高い町で吹田市と箕面市に接している。日本で初めて新住宅市街地開発事業に基づいて開発された町で、町内にはそのことを示す看板が今でも設置されている。

## 地価
調査基準日2022年（令和4年）1月1日時点での公示地価は以下の通り。
- 新千里北町2丁目24番9号 - 223,000円/m2[4]。
- 新千里北町3丁目11番8号 - 300,000円/m2[5]。

## 歴史
- 1966年（昭和41年）- まちびらき。
- 1966年（昭和41年）- 豊中市立北丘小学校開校。

## 世帯数と人口
2022年（令和4年）1月1日現在の世帯数と人口は以下の通り。
| 丁目             | 世帯数    | 人口    |
| ---------------- | --------- | ------- |
| 新千里北町一丁目 | 1,029世帯 | 1,959人 |
| 新千里北町二丁目 | 1,268世帯 | 2,901人 |
| 新千里北町三丁目 | 1,270世帯 | 2,639人 |
| 計               | 3,567世帯 | 7,499人 |

## 小・中学校の通学区域
市立小・中学校の通学区域は以下の通り。
| 丁目             | 街区 | 小学校             | 中学校             |
| ---------------- | ---- | ------------------ | ------------------ |
| 新千里北町一丁目 | 全域 | 豊中市立北丘小学校 | 豊中市立第八中学校 |
| 新千里北町二丁目 | 全域 | 豊中市立北丘小学校 | 豊中市立第八中学校 |
| 新千里北町三丁目 | 全域 | 豊中市立北丘小学校 | 豊中市立第八中学校 |

## 交通

### 鉄道
町内に鉄道駅は存在しない。北大阪急行・大阪モノレール千里中央駅、もしくは箕面船場阪大前駅が最寄り駅となっている。

### バス
全て阪急バスが運行している。
- 千里ニュータウン線
  - 71系統：千里中央 - 北町二丁目 - 青山台二丁目 - 北千里

- 阪大病院線
  - 72系統：千里中央 -北町二丁目 - 青山台二丁目 - 北千里 - 金蘭会学園前 - 阪大本部前 - 千里中央

停留所
町内にある停留所は以下の通り。これ以外にも東町二丁目などのバス停で一部が町内にある場合があるがここでは記載しない。
- 北町一丁目
- 北町二丁目
- 樫ノ木公園前

### 主な道路
- 大阪府道121号吹田箕面線
- 豊中市道新千里2号線

## 施設

### 公園
- 千里北町公園 - 新千里北町1丁目23番1号[9]
- つつじ公園 - 新千里北町2丁目18番13号
- ひらど公園 - 新千里北町3丁目4番3号
- 樫ノ木公園 - 新千里北町3丁目19番2号
- 新千里北町1丁目第1公園 - 新千里北町1丁目21番12号
- 新千里北町1丁目第2公園 - 新千里北町1丁目14番1号
- 新千里北町1丁目第3公園 - 新千里北町1丁目10番12号
- 新千里北町2丁目第1公園 - 新千里北町2丁目6番4号
- 新千里北町2丁目第2公園 - 新千里北町2丁目11番14号
- 新千里北町2丁目第3公園 - 新千里北町2丁目27番1号
- 新千里北町2丁目第4公園 - 新千里北町2丁目41番42号
- 新千里北町3丁目第1公園 - 新千里北町3丁目10番1号
- 新千里北町3丁目第2公園 - 新千里北町3丁目12番1号

### 学校・教育施設
- 豊中市立北丘小学校 - 新千里北町2丁目19番1号

- せんりひじり幼稚園 - 新千里北町3丁目2番1号
- ひじりにじいろ保育園 - 新千里北町3丁目2番1号